# Quatrième circonscription de la préfecture de Kyoto
La quatrième circonscription de la préfecture de Kyoto (京都府第4区, Kyōto-fu dai-yon-ku) est l'une des six circonscriptions législatives que compte la préfecture de Kyoto au Japon.

## Description géographique
Entre 1994 et 2013, la quatrième circonscription de la préfecture de Kyoto regroupait les arrondissements d'Ukyō et Nishikyō de la ville de Kyoto, la ville de Kameoka et les districts de Kitakuwada et Funai.
Depuis 2013, elle comprend les arrondissements d'Ukyō et Nishikyō de la ville de Kyoto, les villes de Kameoka et Nantan et le district de Funai,.

## Députés
| Législature | Début de mandat | Fin de mandat | Député élu             | Parti politique | Parti politique |
| ----------- | --------------- | ------------- | ---------------------- | --------------- | --------------- |
| 41e         | 1996            | 2000          | Hiromu Nonaka (ja)     |                 | PLD             |
| 42e         | 2000            | 2003          | Hiromu Nonaka (ja)     |                 | PLD             |
| 43e         | 2003            | 2005          | Hideo Tanaka (ja)      |                 | PLD             |
| 44e         | 2005            | 2009          | Yasuhiro Nakagawa (ja) |                 | PLD             |
| 45e         | 2009            | 2012          | Keirō Kitagami (ja)    |                 | PDJ             |
| 46e         | 2012            | 2014          | Hideyuki Tanaka (ja)   |                 | PLD             |
| 47e         | 2014            | 2017          | Hideyuki Tanaka (ja)   |                 | PLD             |
| 48e         | 2017            | 2021          | Hideyuki Tanaka (ja)   |                 | PLD             |
| 49e         | 2021            | 2024          | Keirō Kitagami         |                 | SE              |
| 50e         | 2024            | -             | Keirō Kitagami         |                 | SE              |